# Jean-Baptiste Willermoz
Jean-Baptiste Willermoz (Lyon, 1730. július 10. – Lyon, 1824. május 29.) francia szabadkőműves és martinista volt, aki korában fontos szerepet játszott különféle magasabb szabadkőműves fokozatok létrehozásában mind Franciaországban, mind Németországban.

## Kezdeti évek
Jean-Baptiste Willermoz 1730-ban, Lyonban született Claude Catherine Willermoz (1701–1770) és Marguerite Catherine Valentin fiaként és életét nagyrészt ott is élte le. 12 testvére volt, akik közül Pierre-Jacques Willermoz orvos és kémikus volt, aki részt vett az Encyclopédie szerkesztésében, többek között Denis Diderot és Jean le Rond d’Alembert irányítása alatt. Selyem és ezüstcikkek gyártásával foglalkozott, önkéntes alapon jótékonysági szervezetet irányított. Húszéves korában avatták szabadkőművessé és 23 volt, amikor már a páholy "Tiszteletre méltó Mestere" lett.

## Szabadkőműves tevékenysége
Misztikusként szenvedélyesen érdekelte a beavatás titkos természete és részt vett a lyoni Mesterek Reguláris Nagypáholya létrehozásában, melynek 1761-től nagymestere lett. A Nagypáholy a kor 7-fokozatú rendszerében működött, melyhez egy nyolcadik társult, "Skót Nagymester, a Kard és a Rózsakereszt Lovagja" néven. Willermoz fivérével, Pierre-Jacques-kal együtt 1763-ban hozta létre ebben a fokozat-felosztásban a Rózsakereszt Fekete Sas Lovagjai Szuverén Káptalant, melyet alkímiai kutatásoknak szenteltek.

### Elus-Cohen
1767-ben személyesen Martinez de Pasqually avatta be Versailles-ban az Elus-Cohen első fokozatába Bacon of Chivalerie és  Lusignan márki javaslatára. 1768 májusában érte el a Réaux-Croix fokot. Martinez de Pasqually 1774-ben bekövetkezett halála után barátjával és Cohen-rendtársával, Louis-Claude de Saint-Martinnal az Elus-Cohen tantételeit összefoglaló – leckéket magában foglaló – ismertetőn dolgozott ("Lyoni leckék").

### Helyreállított Skót Rítus és a CBCS
Az 1770-es években került kapcsolatba Karl Gotthelf von Hund báróval, akinek a felmenői között máltai lovag kommendátor is volt, és aki bevezette a "skót rítust" Németországban, először "Helyreállított Skót Rítus"-ként, majd "Szigorú Rítusként". Willermoz 1773-ban csatlakozott e rítushoz Eques ab Eremo lovagi néven és mint "a lyoni káptalan kancellárja". 1774-ben Szigorú Rítusú Páholyt hozott létre La Bienfaisance (Jótékony) néven Lyonban és rögtön a kancellárja is lett az új rendtartománynak. Az irányítása alatt történt, hogy az 1778-ban, Lyonban tartott "Gall Szabadkőműves Találkozón elismerték a Chevaliers Bienfaisants de la Cité Sainte (CBCS, A Szent Város Jótékony Lovagjai)" néven kialakított fokozatokat. Willermoz ezen a találkozón mutatta be a Helyreállított Skót Rítust is, mely egyesítette a (templomos) lovagi szabadkőművességet az Elus-Cohen vallási jellegű szertartásaival.

### Vita Cagliostro-val
Nagyon óvatos volt Cagliostro-val szemben. Négy hosszú beszélgetésük a Krisztus valós természetéről szóló eszmecserében csúcsosodott ki, ahol Willermoz spirituális alapokon nyugvó hitvallásával szemben Cagliostro azon állítása állt, hogy "Krisztus nem isten, csak Isten fia, mint ahogy én is, egy filozófus". Sem ezt, sem más állításait nem volt képes, sőt nem is volt hajlandó bizonyítani, vagy csak mélyebben megvilágítani. Ezek után Willermoz arra hívta fel a CBCS tagjait, hogy se Cagliostro szavainak, se az általa 1785-ben alapított A Bölcsesség Győzedelmeskedik nevű vegyes, egyiptomi rítusú páholynak ne adjanak hitelt.

## Utolsó évek
A forradalom kirobbanása elől Ain-ba menekült, ahol fivére Pierre-Jacques házában rejtőzködött. Ide vitte magával kiterjedt szabadkőműves archívumát.
1800. június 1-jén Franciaország Első Konzulja kinevezte tábornokká, mely tisztséget 15 évig viselte. 1804-ben újrakezdte szabadkőműves tevékenységét a CBCS újjáélesztésével és ennek szentelte hátralévő életét az 1824. május 29-én Lyonban bekövetkezett haláláig.

## Fordítás
- Ez a szócikk részben vagy egészben  a   Jean-Baptiste Willermoz című angol Wikipédia-szócikk fordításán alapul.  Az eredeti cikk szerkesztőit annak laptörténete sorolja fel. Ez a jelzés csupán a megfogalmazás eredetét és a szerzői jogokat jelzi, nem szolgál a cikkben szereplő információk forrásmegjelöléseként.